# Jakob Bosshart
Jakob Bosshart, född 7 augusti 1862 och död 18 februari 1924, var en schweizisk författare.
Bosshart skrev ett flertal berättelser i Gottfried Kellers stil, uppskattade genom sin psykologiskt trovärdiga och gripande handling. Bland hans verk märks Im Nebel (1898), Das Bergdorf (1900), Früh vollendet (1910), samt Opfer (1920).